# فوياجر 1

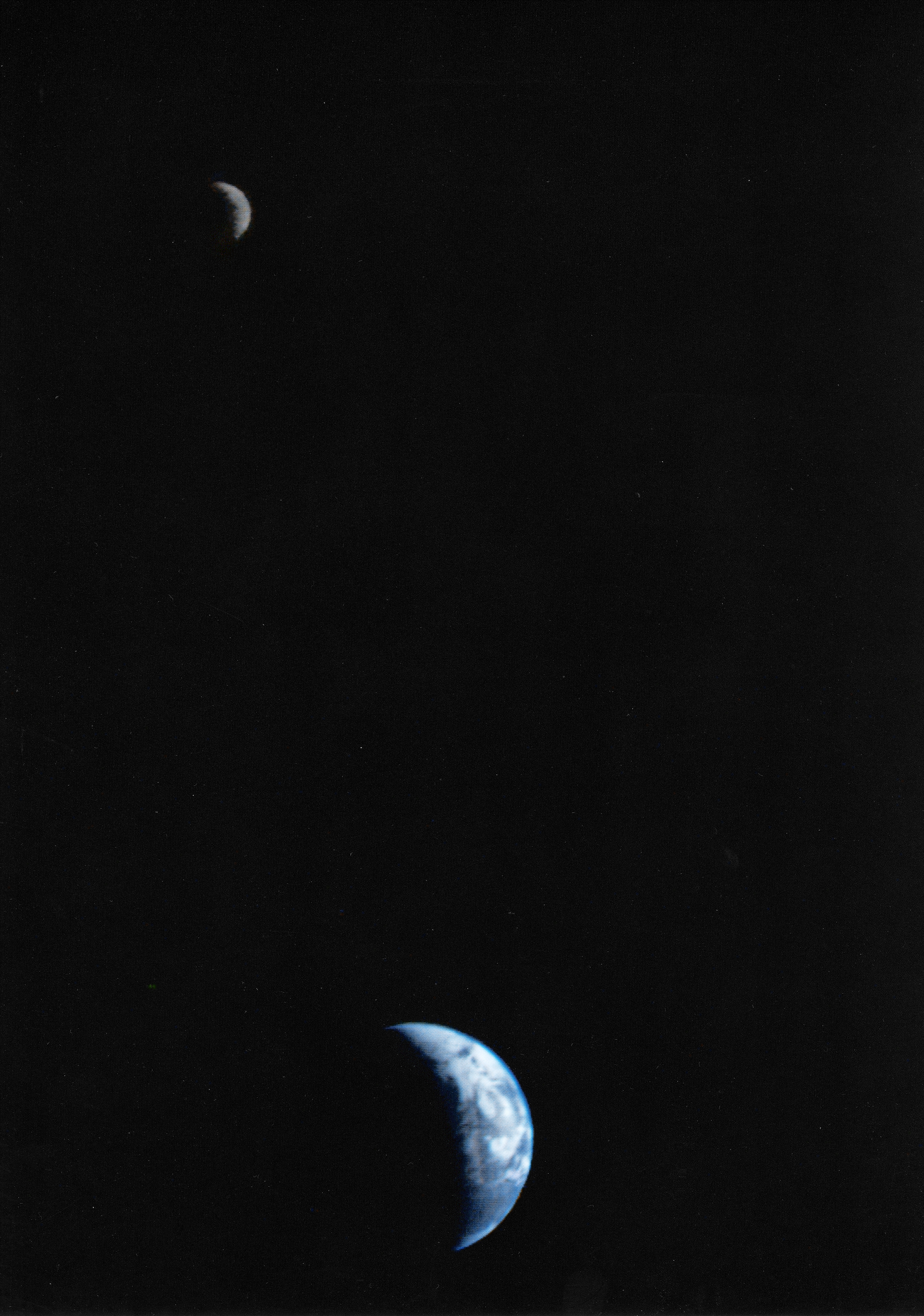
الصورة الأولى للقمر مع الأرض في شكل هلال صورت عن طريق كاميرا المركبة فويجار 1 في عام 1977

فوياجر 1 (بالإنجليزية: Voyager 1) مسبار فضائي تابع لبرنامج فوياجر و يعني بالإنجليزية(الرحالة)او (المسافر) ، وزنه 722 كغم، أُطلق في 5 سبتمبر 1977، من قاعدة كيب كانافيرال للقوات الجوية الأمريكية في فلوريدا من المنصة رقم 41. زار كوكبي المشتري وزحل، وكان أول مسبار يقدم صورة تفصيلية لهذين الكوكبين الضخمين بالإضافة إلى أقمارهما. وابتداء من يوم الخميس 21 مارس 2013 صار أول مركبة أرضية تغادر النظام الشمسي وتم تمديد مهمته لدراسة حدود المجموعة الشمسية وكذلك حزام كايبر.
أطلقته ناسا بواسطة تيتان 3 إي - سنتاور. وبالإضافة إلى فوياجر 1 أطلقت ناسا أخيه المسبار فوياجر 2 الذي تم إطلاقه قبل فوياجر 1 بستة عشر يوماً. المسباران نسخة من بعضهما وقد أُطلق كل واحد منهما في مسار يختلف عن الآخر بغرض اكتساب أكبر كمية من المعلومات عن كواكب المجموعة الشمسية البعيدة.
تعتبر بعثة فوياجر 1 أحد أهم إنجازات ناسا وعلى الأخص أن العمر الذي قدرته مسبقا للمسبار تعداها بمراحل طويلة، ولا يزال يرسل إلى الأرض معلومات حتى الآن. وهو الآلة التي بناها الإنسان ووصلت إلى أبعد ما يمكن عن الأرض في أعماق الفضاء.
في تموز 2013 وصل بُعد فوياجر عن الشمس 124,97 وحدة فلكية وهي مسافة تعادل 18,6 مليار كيلومتر تقريباً أو ما يعادل 14 ساعة ضوئية و15 دقيقة ضوئية وهي تزداد كل عام بمعدل 3,6 وحدة فلكية.
في أبريل 2024 أعلنت ناسا، أن المسبار فوياجر 1 الذي يبعد نحو 24 مليار كيلومتر عن الأرض أرسل  للمرة الأولى منذ خمسة أشهر بيانات قابلة للقراءة بعد قيام ناسا بحل مبتكر لمعالجة الخلل في إرساله للمعلومات.

## تفاصيل المهمة

### الإطلاق والمسار

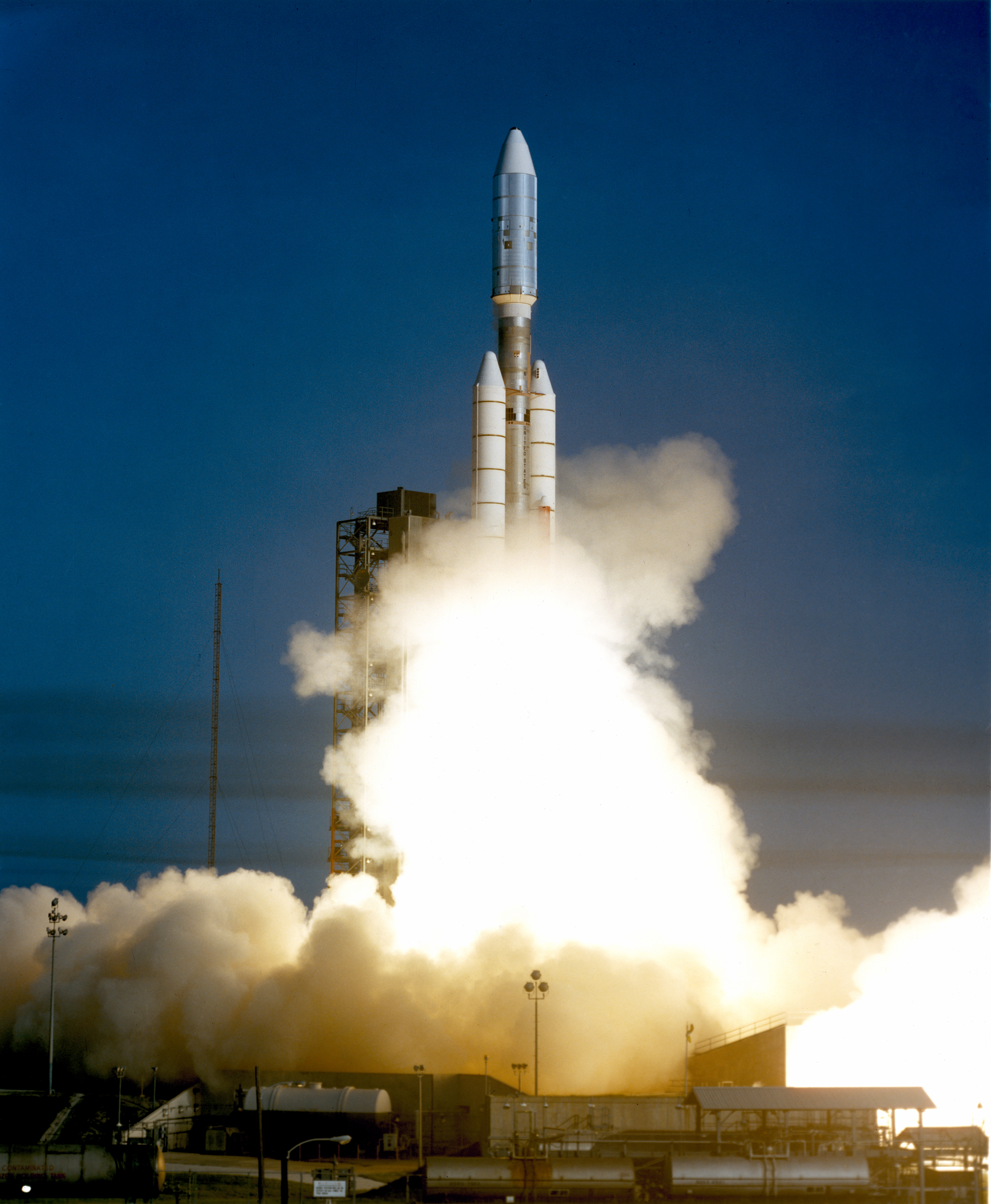
انطلاق فوياجر 1 على متن صاروخ تيتان 3 إي-سنتاور، في 5 سبتمبر 1977.

مسار فوياجر 1 إلى الكواكب الخارجية زحل والمشتري.

في 5 سبتمبر 1977 أطلقت ناسا المسبار فوياجر 1 على متن تيتان 3 إي -سنتاور من فلوريدا، وأطلق فوياجر 2 قبله بأسبوعين. وعلى الرغم من ذلك فقد وصل فوياجر 1 إلى زحل والمشتري قبله حيث اختير له مساراً أقصر.
نظرا لأن قدرة الصاروخ كانت لا تكفي كي يغادر المسباران مجال جاذبية الأرض حيث أعطى الصاروخ المسبار منهما سرعة نحو 9 كيلومتر في الثانية فقد استعانت ناسا بالكواكب المجاورة للأرض لزيادة سرعة المسبارين عن طريق استغلال جاذبيتهم للمسبارين وإعطائهم بذلك دفعة مقلاعية تزيد من سرعتهم إلى نحو 19 كيلومتر في الثانية وبعدها يبدؤون رحلة زيارة الكواكب البعيدة عن الشمس.

### البطارية النووية
يحوي فوياجر 1 على ثلاثة مولدات من النظائر المشعة لانتاج الطاقة. ويحتوي كل مولد منهم على 24 كرة من كرات أوكسيد البلوتونيوم-238 المكبوس. ينتج كل مولد نحو 480 واط من الطاقة الكهربائية في وقت الإقلاع. تنتج الطاقة الكهربائية عن طريق استغلال الطاقة الحرارية التي تصدر أثناء التحلل الإشعاعي للبلوتونيوم-238 وتحول تلك الطاقة الحرارية إلى كهرباء بواسطة مزدوجات حرارية، ويضيع جزء من الطاقة الحرارية وتتشتت في الفضاء
 .
تقل الطاقة الكهربائية الناتجة مع الوقت حيث أن البلوتونيوم-238 لهُ عمر النصف
البالغ 87.7 عاما، وكذلك تفسد المزدوجات الحرارية بمرور الزمن، ولكن من المتوقع أن تعمل البطارية النووية حتى عام 2025 بقدرة كافية.

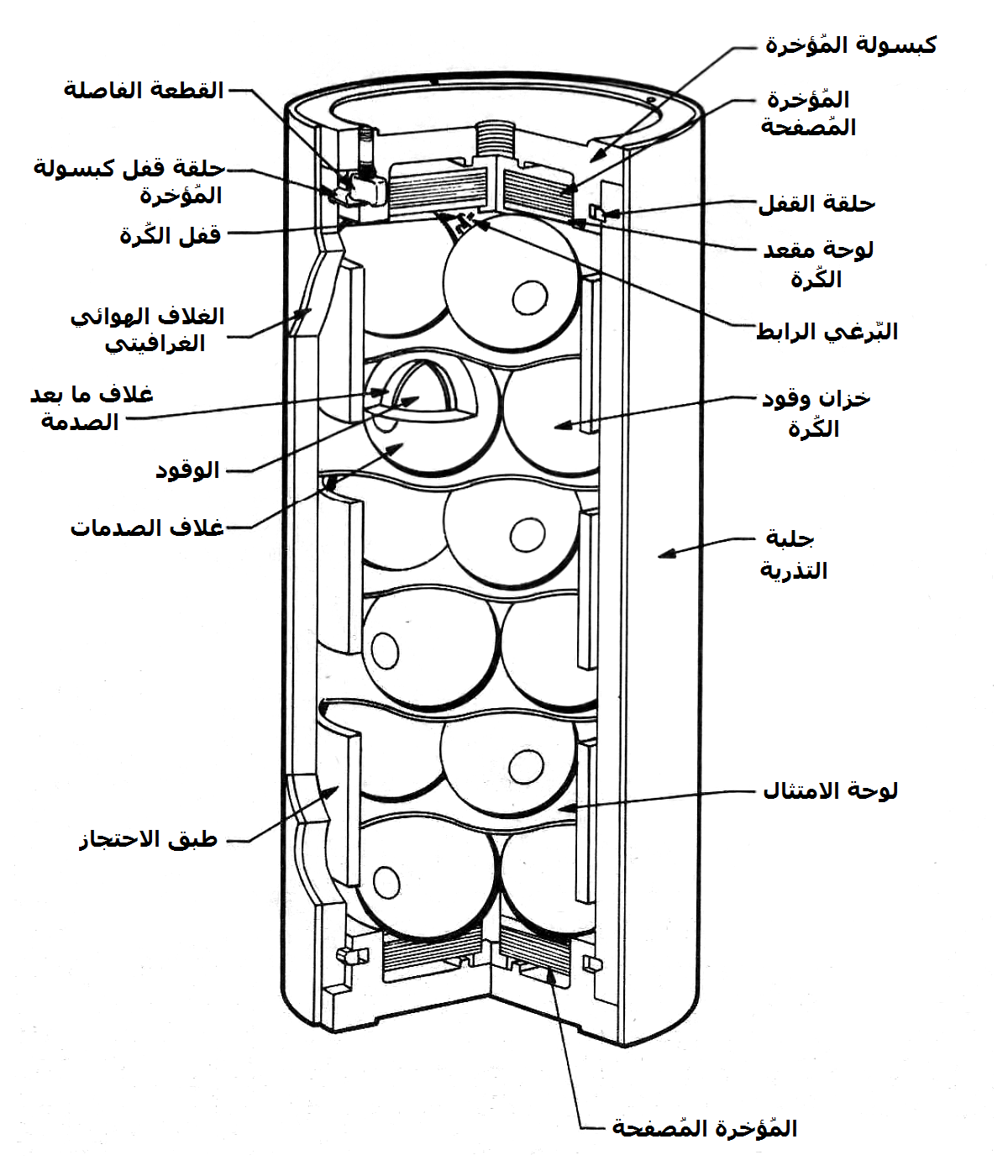
وحدة المصدر الحراري الداخليَّة (مرسومة بالشكل المُوضَّب)، وهي القسم المركزي من المُولدات الحراريَّة العاملة بالنظائر المُشعَّة، التي ضُمنت في مركبتيّ ڤوياجر 1 وڤوياجر 2 الفضائيتين (تشتملُ على 24 كُرة ݒلوتونيوم - 238 أُكسيديَّة، تُولِّدُ حوالي 2400 واط من الطاقة الحراريَّة خِلال لحظة الإطلاق - وتكونُ عِبارةً عن حرارة اضمحلال عنصر الݒلوتونيوم. ولقد وُضع في الخارج 312 زوجُ حراريّ من السيليكون - الجرمانيوم، التي تُستعمل لِإنتاج حوالي 470 واط من الطاقة الكهرُبائيَّة (في لحظة الإطلاق)، أمَّا ما تبقى فيتبدد لاعتباره من مُخلفات الطاقة.).
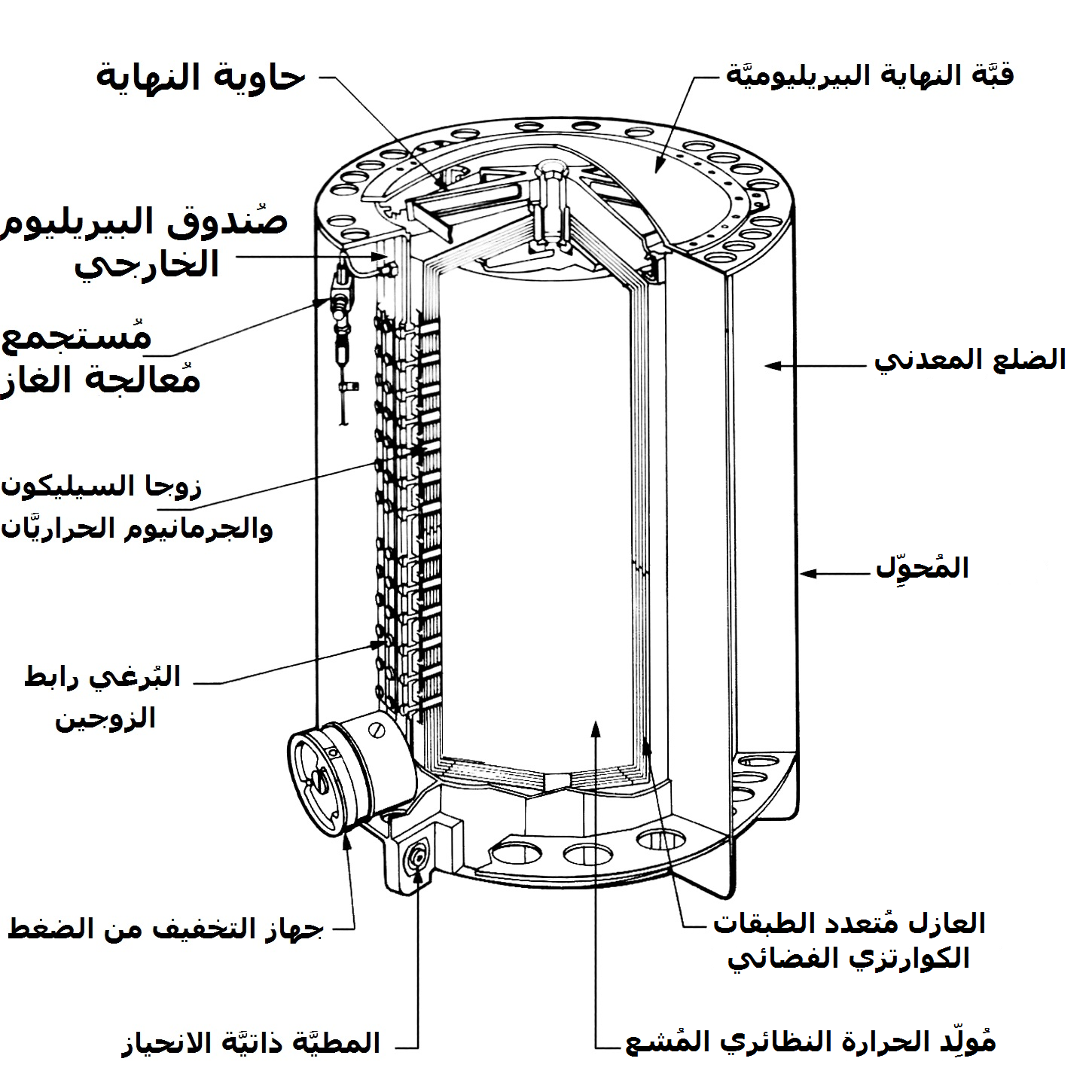
رسمٌ بيانيّ لِمُولِّد النظائر الحراري المُشع مُتعدد مئات الوطات (RTG) الذي أُدرج ضمن مركبتيّ ڤوياجر 1 وڤوياجر 2. يظهرُ في هذا الرسم غلاف الوحدة والزوجان مُحولا الطاقة الحرارية إلى كهربائيَّة.
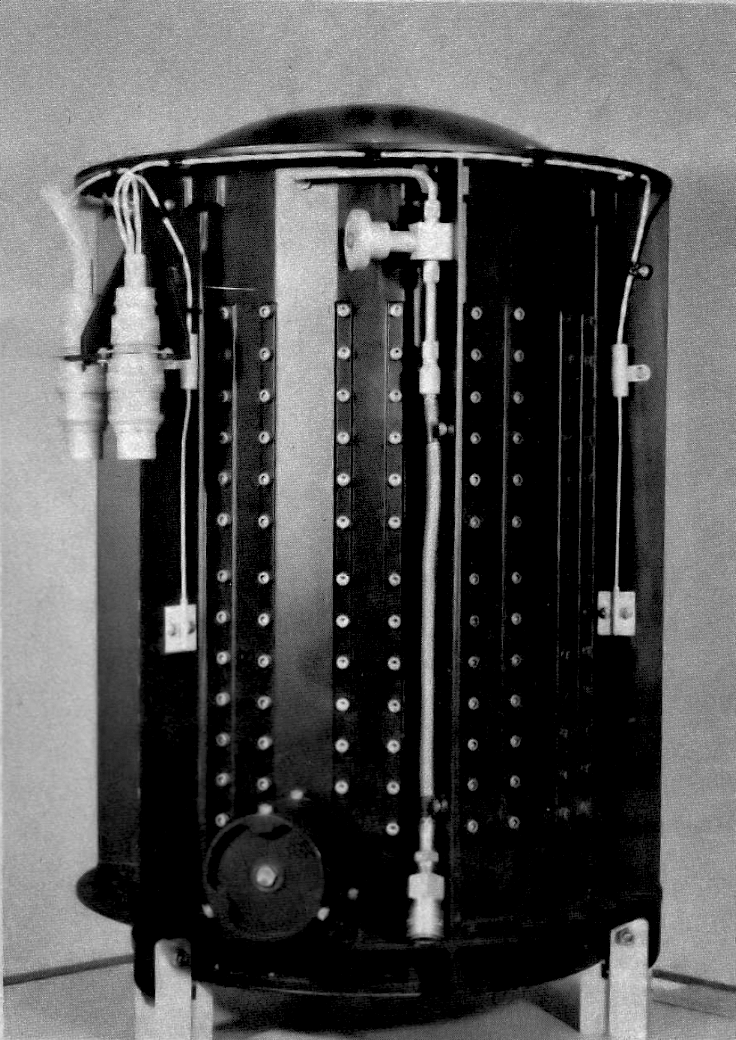
صورة للبطارية

### مقابلة المشتري
بدأ فوياجر 1 تصوير المشتري في يناير 1979، ووصل إلى أقرب مسافة (349.000 كلم) من الكوكب في 5 مارس 1979. وأتاح التباين الدقيق للكاميرات الحصول على أوضح صور للكوكب وأقماره وحلقاته. كما قام المسبار بقياس المجال المغناطيسي للمشتري وكذلك هالته الإشعاعية. وأنهى فوياجر 1 تصوير المشتري في أبريل 1979.
إن أهم اكتشافات المسبارين للمشتري هي اكتشاف حلقاته واكتشاف نشاط بركاني على قمر المشتري ايو والتي لم يكتشف سابقاً لا بالمراصد ولا بواسطة المسبارين السابقين بيونير 10 وبيونير 11.

#### صور المشتري

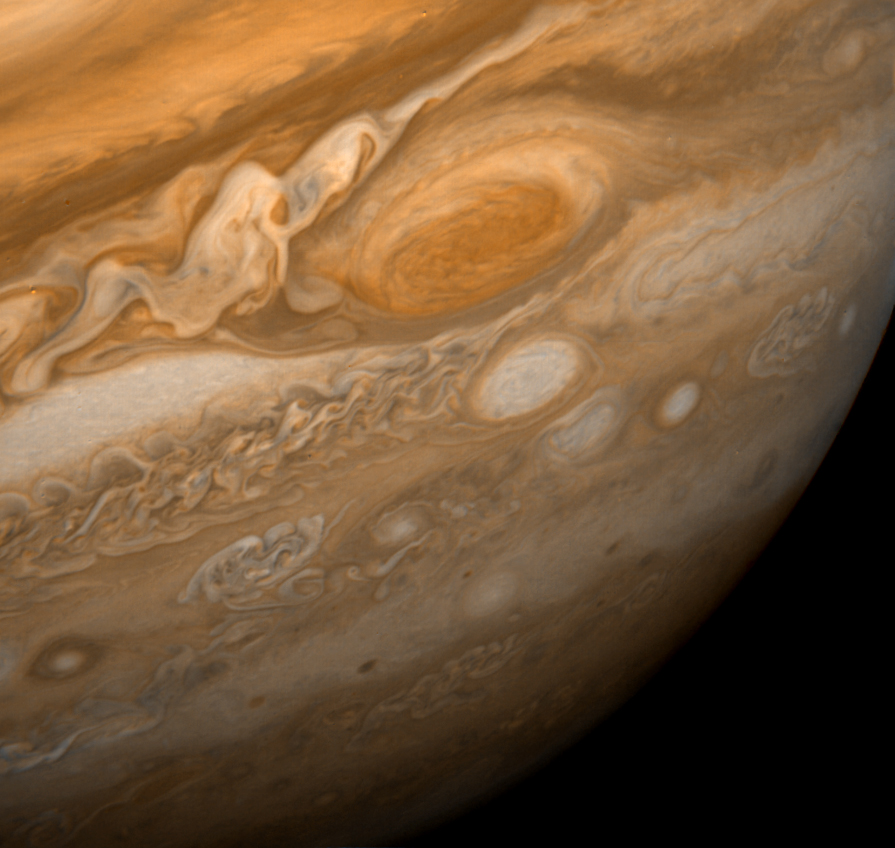
البقعة الحمراء الكبيرة كما ترى من فوياجر1
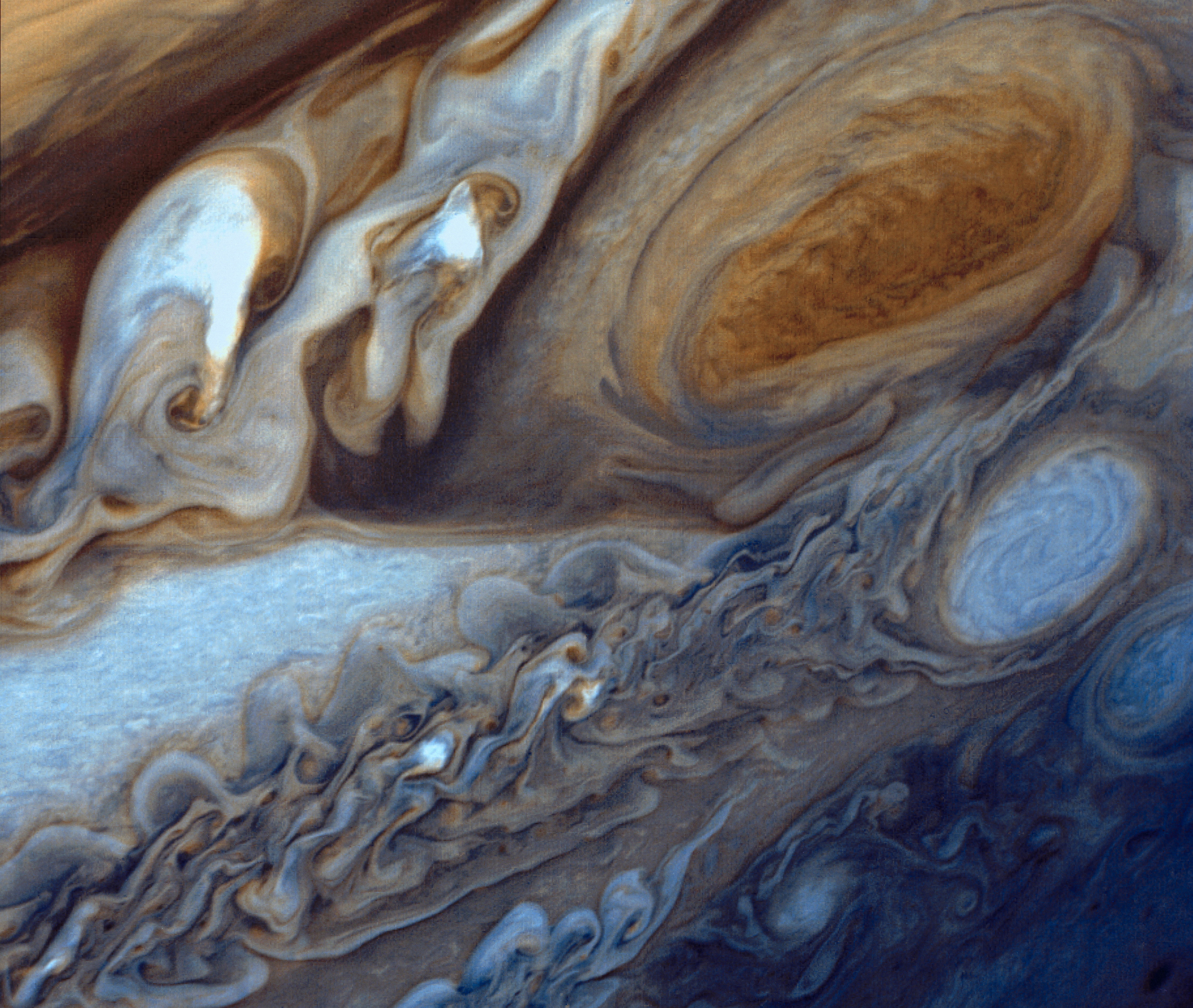
ألوان اختيارية لجو المشتري
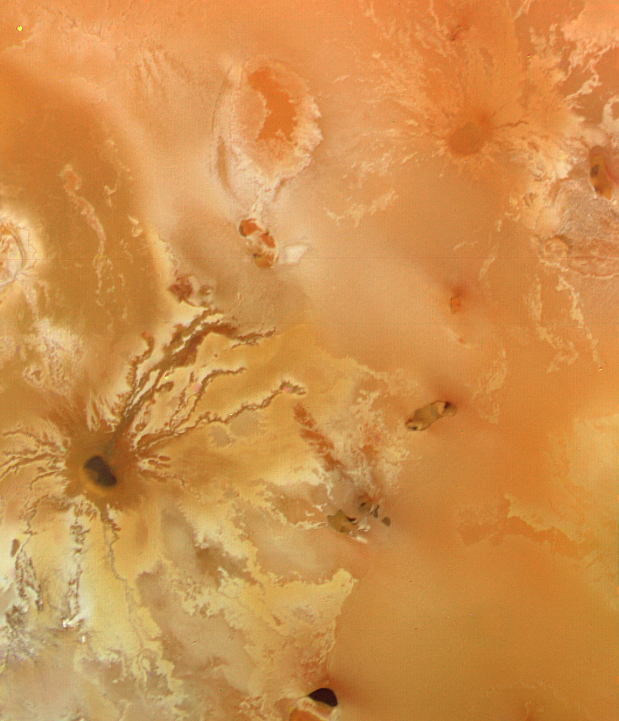
سيل صهارة من بركان را باتيرا على قمر أيو
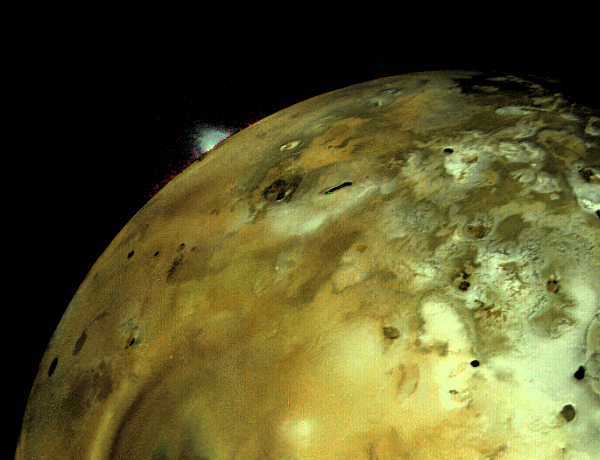
ثورة بركانية على أيو قمر المشتري، كما إلتقطها فوياجر 1
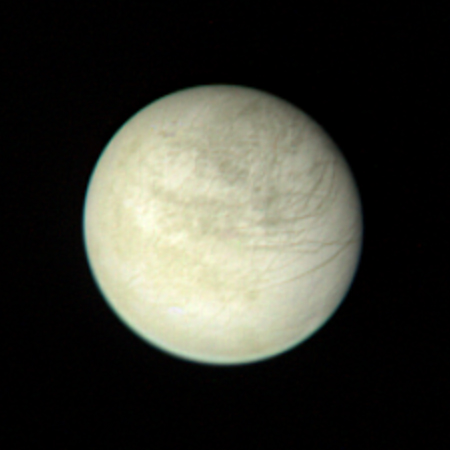
أوروبا كما رآها فوياجر 1 من على بعد 8 و2 مليون كيلومتر
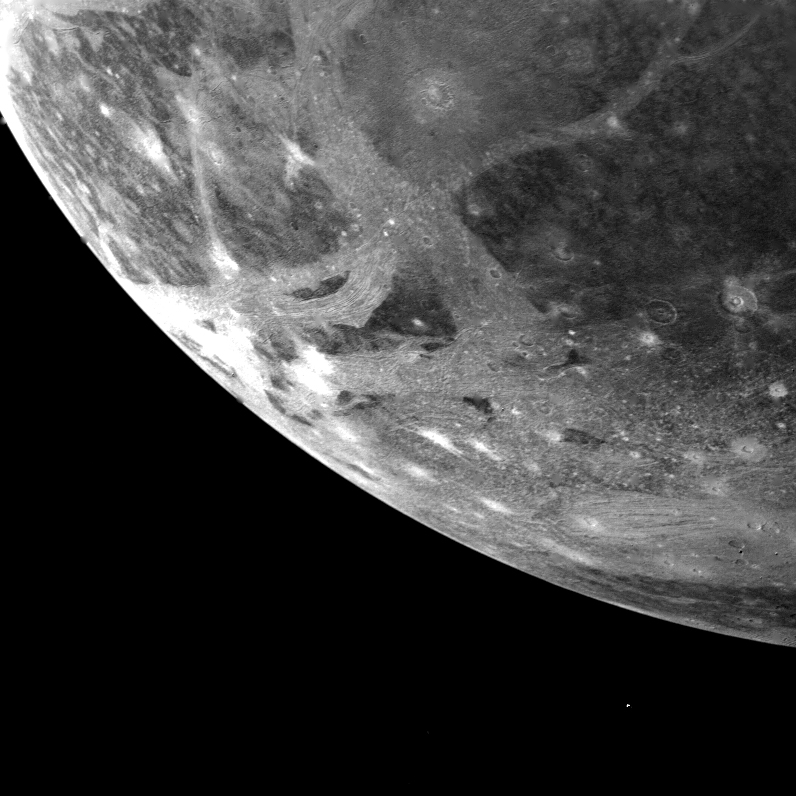
سطح جانيميد (أحد أقمار المشتري)مغطى بالجليد، صورة لفوياجر 1 من على بعد 253.000 كيلومتر
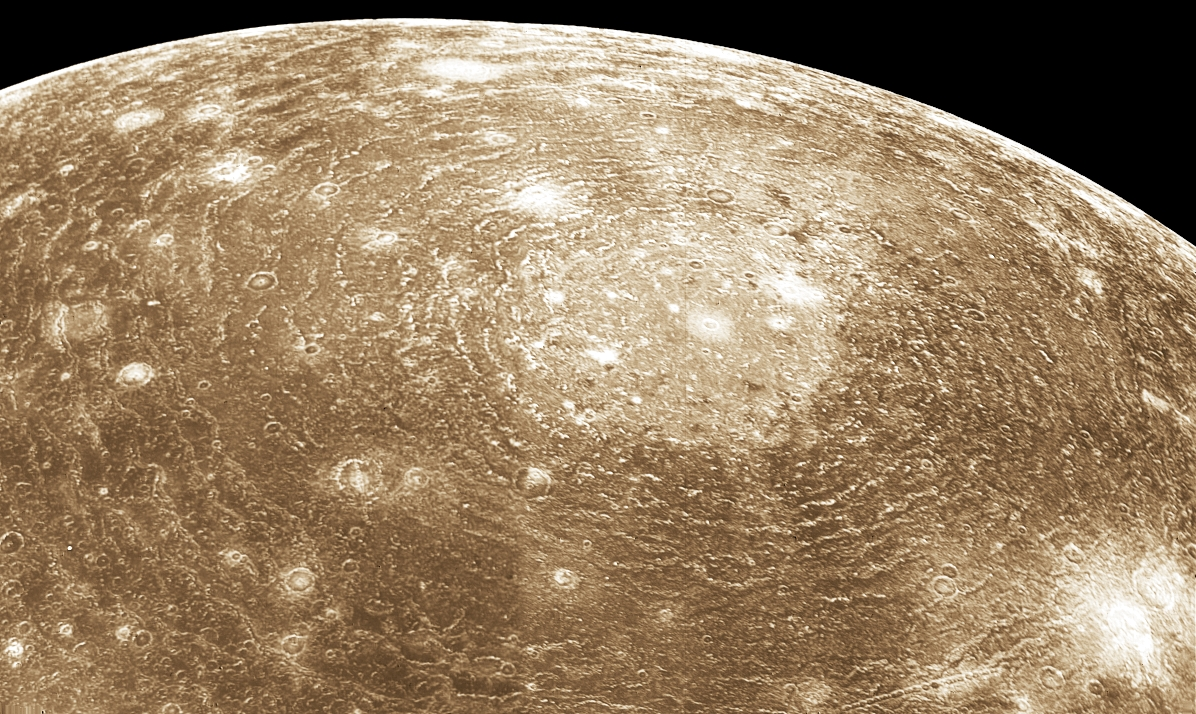
فوهة فالهالا على القمر كاليستو كما رآه فوياجر 1 عام 1979
- فوياجر 1 يقترب من المشتري

### مقابلة زحل
في يوم 10 نوفمبر 1980 10 وصل فوياجر 1 إلى زحل، وذلك بمدة تسعة أشهر قبل وصول فوياجر 2. وبدأ في اليوم التالي بمشاهداته: القمر تيتان. وقد عرفنا قبل ذلك وجود الميثان في جوه، ولكن جو القمر تيتان كان كثيفا بحيث لم يسمح لمعرفة سطحه.
ولكن أخذت صور بأجهزة الأشعة تحت الحمراء والأشعة فوق البنفسجية لتحليل جوه. ثم بدأ تصوير الأقمار ميماس وديون ورهيا وكذلك الحلقة الواضحة، واستغرق ذلك نحو 10 ساعات. وبعد الطيران عبر القطب الجنوبي لزحل إتخد المسبار فوياجر 1 مسارا يصنع زاوية 35 درجة مع خط الأستواء المجموعة الشمسية يخرج بها من المجموعة الشمسية. واستطاع فوياجر 1 التقاط صور كثيرة كما فعل مع المشتري.
ورغم أن سطح القمر تيتان لم يمكن فحصه إلا أننا عرفنا الكثير عن جوه. فبجانب النسبة الكبيرة من النيتروجين فيوجد فيه أثار من الميثان والايثانول ومركبات أخرى كربوهيدرات. وجوه متسع وكثيف ولكنه باردا جدا للحياة. وقد أعطت تلك المعلومات أهمية كبيرة لبعثة كاسيني-هايجنز. كما اكتشفت عدة أقمار صغيرة في الحلقات الخارجية لزحل.
وبين فوياجر 1 أن حلقات زحل ليست متساوية الكثافة وإنها تتكون من حلقات منفرة. ونظرا لأن فوياجر 1 لم يكن في موقع مناسب للقيام بفحوصات أدق وتعطل جهاز بي بي إس، فقد عملت ناسا على تعديل برمجة فوياجر 2 للقيام بتحليل حلقات زحل من مسار مناسب.

#### صور زحل

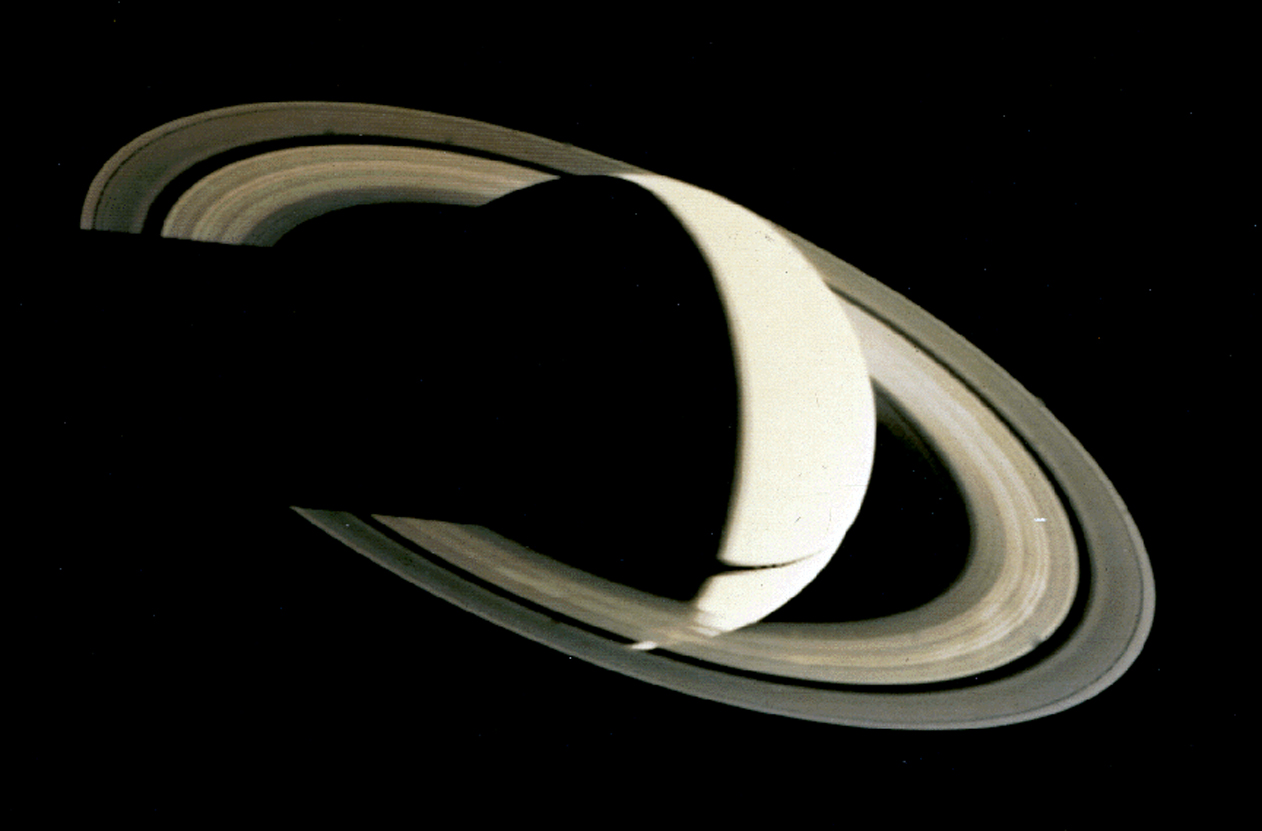
زحل من على بعد5,3 مليون كيلومتر
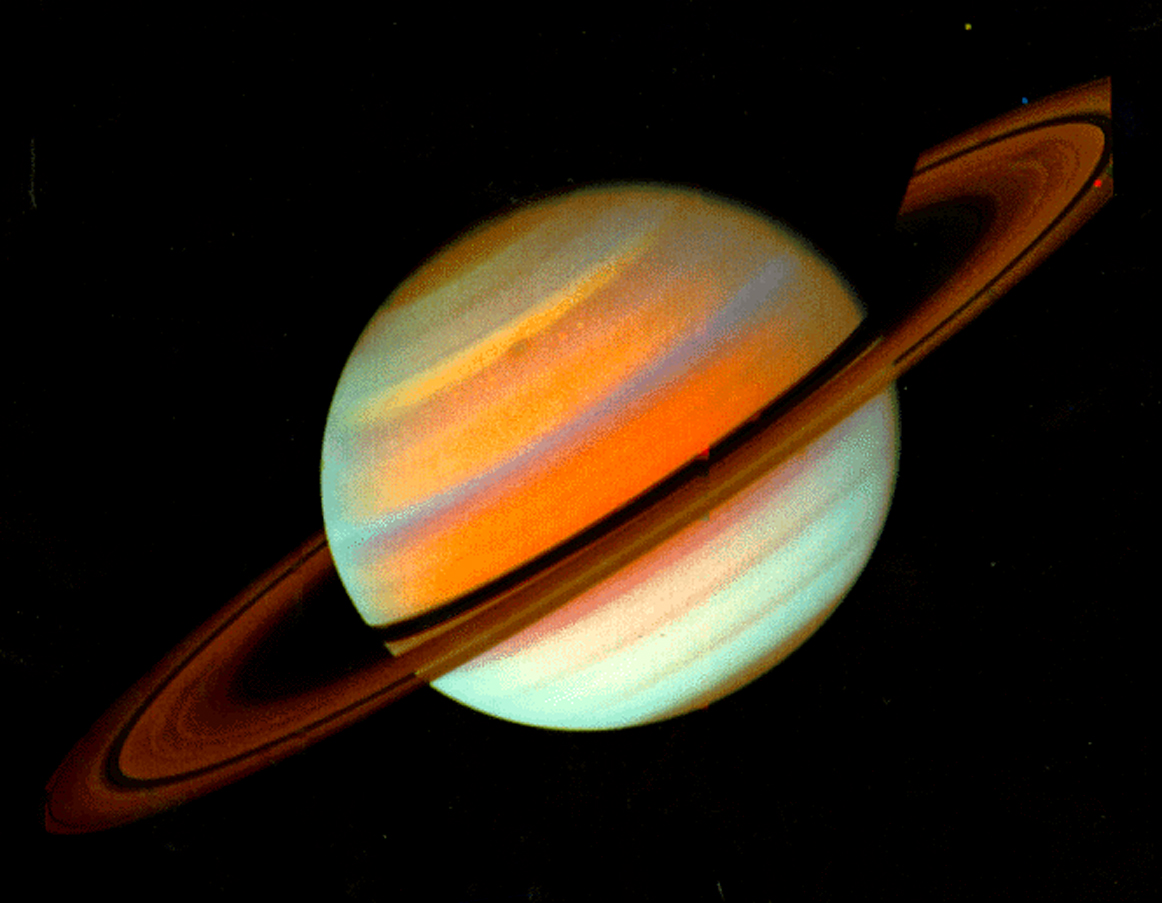
زحل بألوان اختيارية
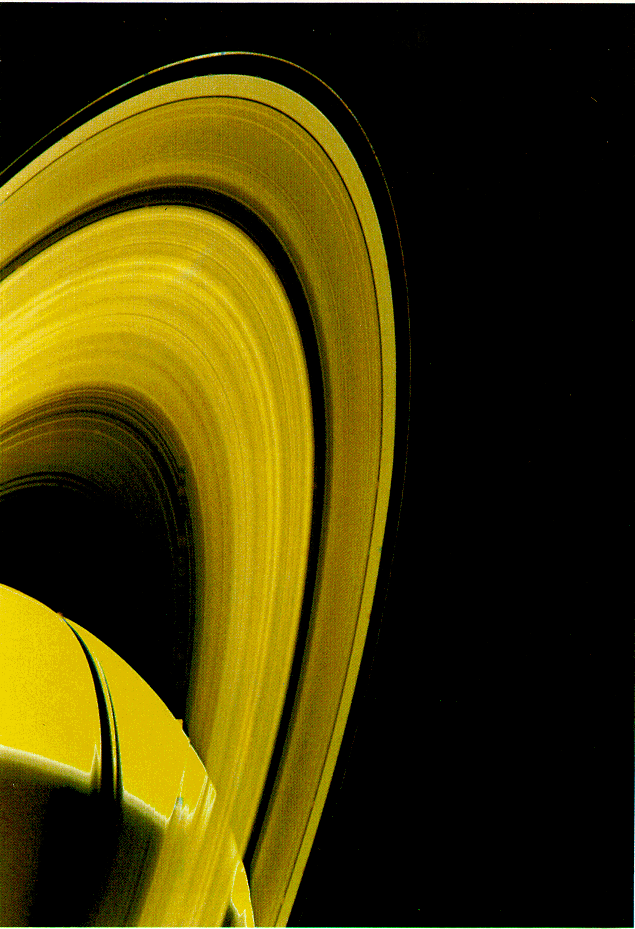
تفاصيل حلقات زحل
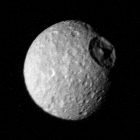
قمر زحل المسمى "ميماس" وفوهة هرشيل عليه.
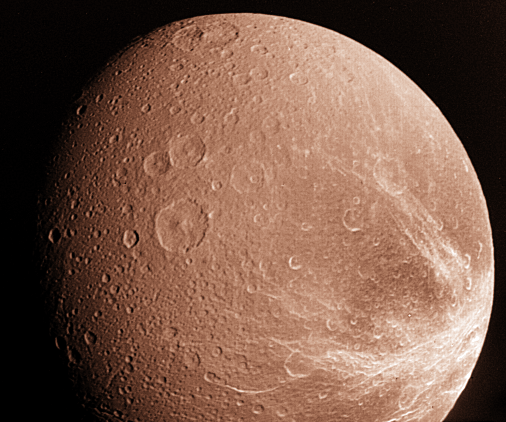
القمر "ديون".
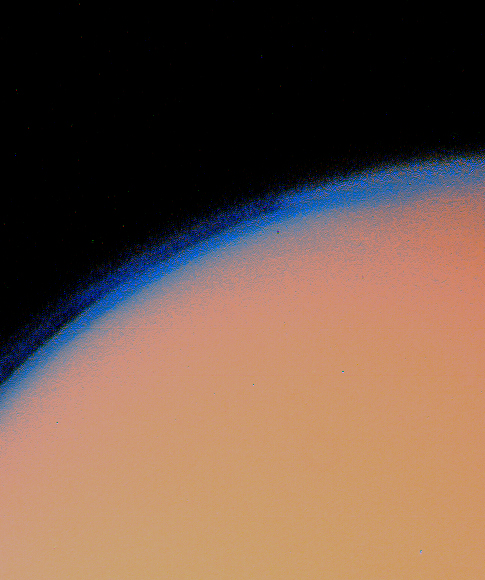
القمر تيتان وغلافه الجوي
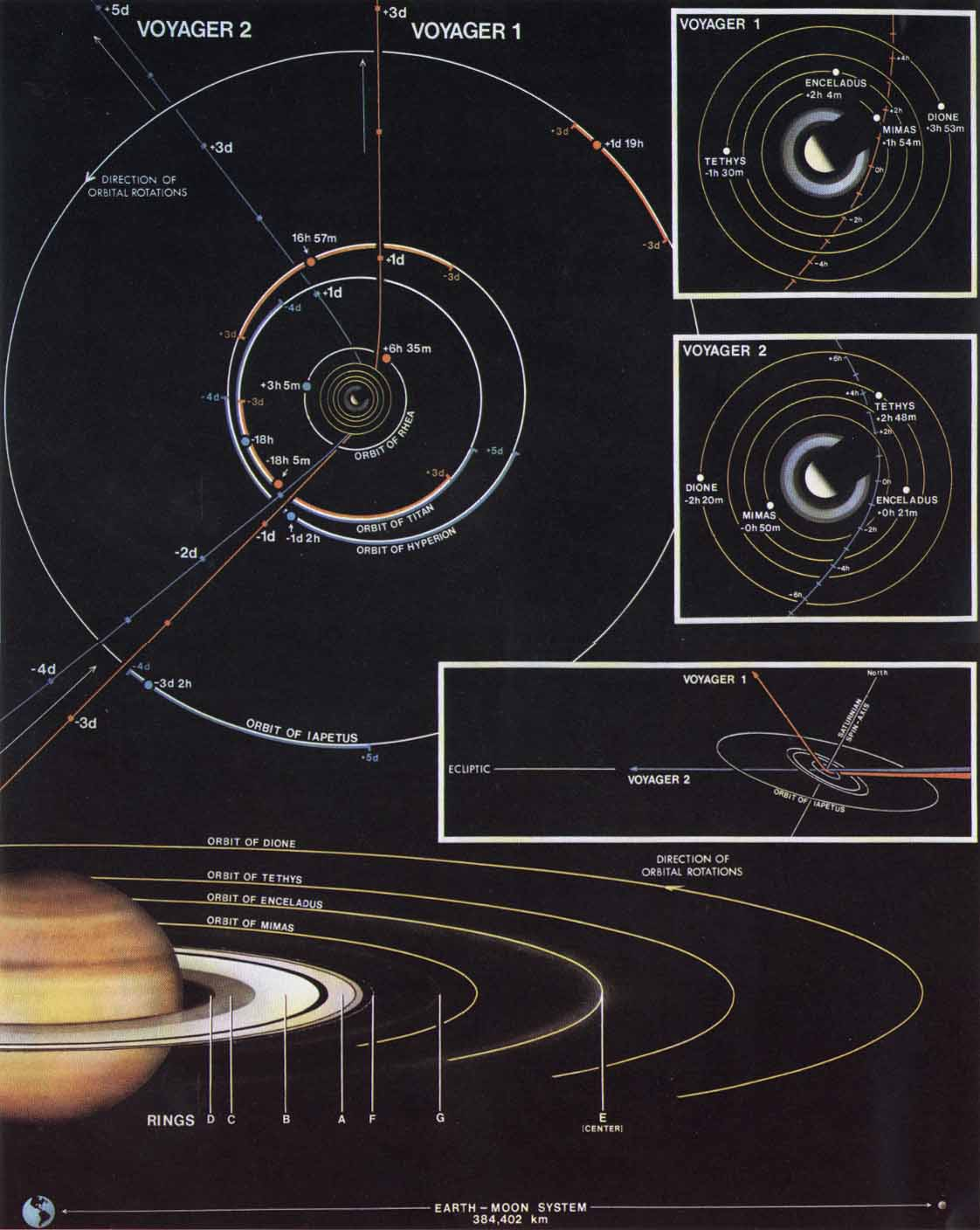
مساري فوياجر 1 و 2 في نظام زحل (أنقر الصورة).

## مهمة بين-نجمية

### خارج النظام الشمسي

صورة المشتري من مسبار فوياجر 1

ما يزال المسبار فوياجر 1 على اتصال مع مركز التحكم في مختبر الدفع النفاث في باسادينا، كاليفورنيا، وبالرغم من أن الإشارة اللاسلكية الكهرومغناطيسية المستقبلة منه ضعيفة للغاية إلا أن الباحثين يتابعون ويلتقطون الإشارات الصادرة عنها، من خلال ثلاثة هوائيات عملاقة موجودة في كل من ولاية كاليفورنيا الأمريكية ومدينة مدريد الإسبانية ومدينة كانبيرا الأسترالية. يأمل العلماء في أن تتجاوز المركبتان النظام الشمسي برمته، وأن تحققا الحلم في إنشاء أول شبكة رادارات للاتصال بالنجوم تحقيقاً لعدة أهداف منها التواصل مع أية حضارة كونية عاقلة في المستقبل.
في ديسمبر 2010 بدأت فوياجر 1 بالاقتراب من حافة النظام الشمسي، وقالت ناسا أن القراءات الأخيرة أظهرت أن متوسط سرعة الرياح الشمسية تباطأ لدرجة أنها وصلت إلى الصفر ما يعني أن المسبار الفضائي اقترب أكثر من أي وقت مضى من هوامش النظام الشمسي أو ما يسمى بحافة الغلاف الشمسي، ويقدر العلماء أن الامر سيستغرق أربع سنوات أخرى قبل أن يخرج المسبار من النظام الشمسي ويدخل الفضاء النجمي.

### المسار ومستقبله

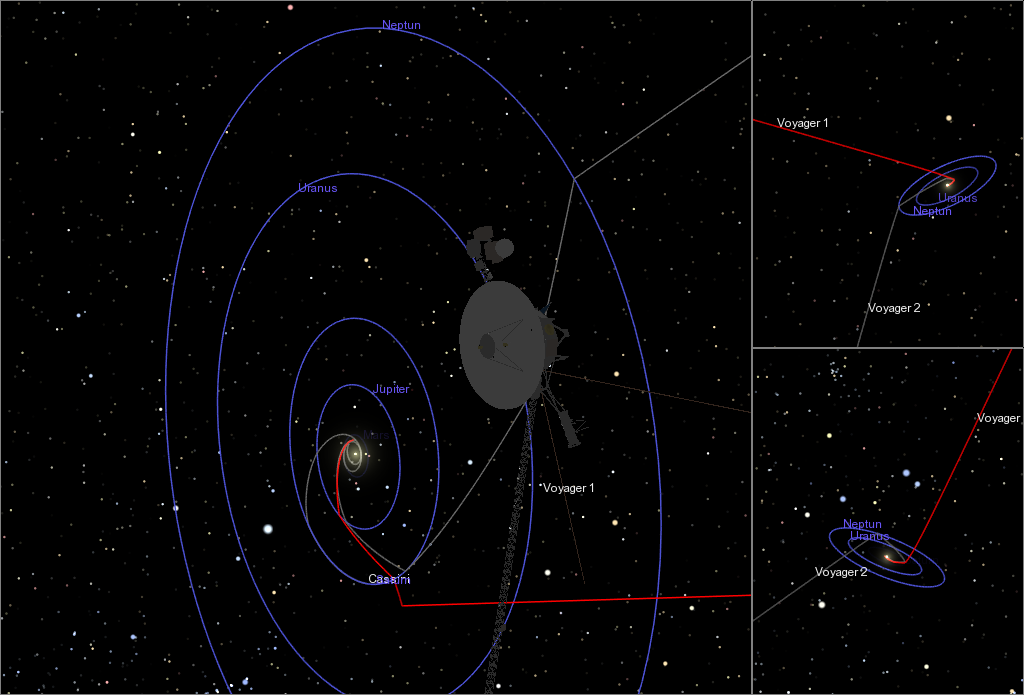
مسار فوياجر 1 (أحمر) وموقعه بتاريخ 15 فبراير 2009.(أنقر الصورة)

في تاريخ أغسطس 2010، وصل فوياجر 1 إلى منطقة هليوسهيث ومن المنتظر أن يترك المجموعة الشمسية ويبتعد عن تأثير الريح الشمسي عام 2015. ثم ينتقل إلى المنطقة التي تنتهي عندها الريح الشمسي ويبدأ الوسط البين نجمي. وتأثير جاذبية الشمس سيستمر ملموسا حيث أنها تصل نظريا إلى سحابة أورط التي تعتبر آخر حدود المجموعة الشمسية.
ويكفي وقود الهيدرازين الذي بواسطه يمكن التحكم في اتجاه المسبار لنحو 40 سنة قادمة. أما الجهاز الجساس في هذا الشأن فهو البطارية النووية التي تمد فوياجر 1  بالكهرباء حيث تقل التفاعلات النووية للنظائر المشعة مع الوقت واستهلاك المزدوجات الحرارية الكهربائية مما يخفض من القدرة الكهربائية للمسبار بمعدل 4.1 % سنويا.

### فوياجر 1 وفوياجر 2 نهاية عام 2011
بعد سبتمبر 2011 يكون المسباران ما زالا يعملان ويبتعدان عن الأرض وقد مر عليهما أكثر من 34 عاما منذ إطلاقهما في عام 1977. من ضمن من يتولى توجيه المسبارين الآن هم أبناء العلماء الأوائل الذين بنوا المسبارين. وكان البرنامج أصلا أن يقوم المسباران بالمرور بالمشتري وزحل وبعد ذلك - لو كانت محركاتهما لا تزال في حالة صالحة وأدوات التوجيه صالحة - أن يتوجه أحد المسبارين إلى أورانوس ونبتون. وفعلا كان ذلك هو مسار فوياجر 2 حيث قابل نبتون عام 1989. أما فوياجر 1 فقد عبر وصور قمر زحل وهو القمر تيتان الذي تغطيه طبقة من الميثان، واتخذ بعد ذلك مساراً عمودياً على مساره الذي اتخذه منذ مغادرته الأرض بغرض القيام بقياسات أثناء مغادرته للمجموعة الشمسية.
وصل فوياجر 1 في (ديسمبر 2011) مسافة نحو 18 مليار كيلومتر بعيداً عن الأرض وتستغرق إشارته اللاسلكية نحو 5 و13 ساعة للوصول إلى الأرض. ويزداد بعده عنا نحو 530 مليون كيلومتر كل سنة، وقارب أن يصل إلى حافة المجموعة الشمسية التي يقدر بعدها بنحو 19 مليار كيلومتر. بعد ذلك يدخل الفضاء البين نجمي حيث غازي الهيدروجين والهيليوم قليلا الكثافة واللذان يملأان الكون. وتبعد تلك الحافة نحو ضعف المسافة بين الشمس وبلوتو.

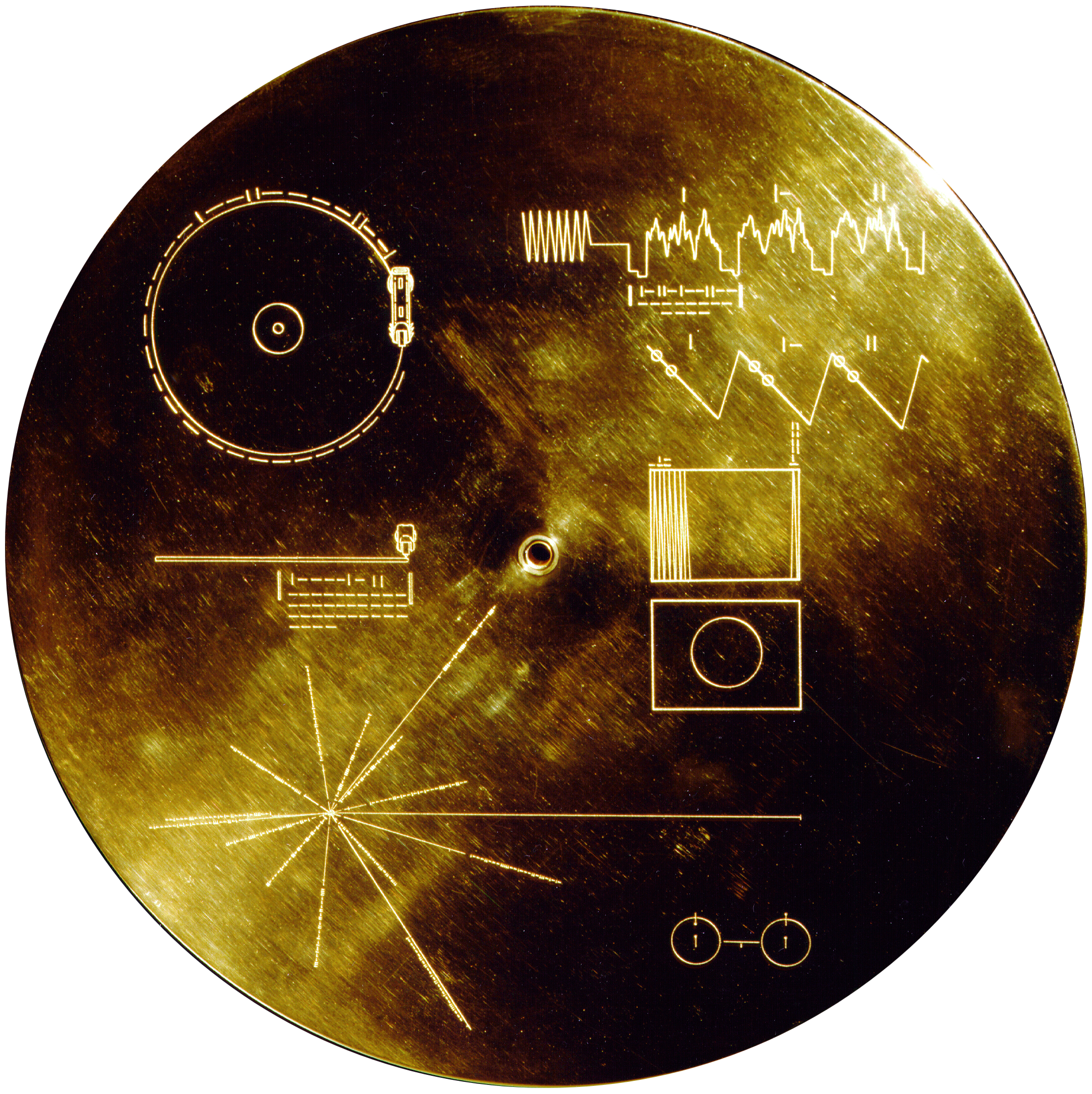
القرص الذهبي الذي يحمله كل من المسبارين

تقل سرعة فوياجر 2 عن سرعة فوياجر 1 قليلا، وقد واصل فوياجر 2 مساره في نفس مستوى أفلاك الكواكب وقام بالعبور عبر الكواكب أورانوس ونبتون وبلوتو بعد عبوره مدار كوكبي المشتري وزحل وبعد عنا نحو 5.14 مليار كيلومتر في ديسمبر 2010 وأرسل فوياجر 1 إشارة تبين أن قياساته تدل عل اختفاء الجسيمات المشحونة الآتية من الشمس عند هذا البعد مما يدل على قرب مغادرته للمجموعة الشمسية على بعد 19 مليار كيلومتر. ويرجع الفضل في دوام عمل المسبارين إلى تزويد كل منهما ببطارية نظائر مشعة تعمل بواسطة البلوتونيوم 238، إذ أن استعمال ألواحا شمسية في تلك الأبعاد لا يفيد بسبب الضعف الشديد لأشعة الشمس التي تصل إلى هناك. وكان في تقدير العلماء ان البطاريات النووية سوف تكفي لإمداد المسبارين بالطاقة الكهربية لمدة 50 عاما، أي من المنتظر أن تعملان حتى عام 2025. وقد قلت الطاقة الكهربية التي تمد كلا من المسبارين بالطاقة وبلغت الآن 12 واط وهي طاقة تكفي فقط لإنارة ثلاث لمبات. ولكن المختصون يقومون ببرمجة المسبارين لتوفير استهلاك الطاقة بقدر الإمكان. تعمل البطاريات الآن بنحو 5 % من قدرتها الابتدائية وتستغرق الإشارة اللاسلكية من الأرض إلى المسبار نحو 5.13 ساعة، ومثل هذا الزمن مرة ثانية حتي يصل الرد من المسبار إلى الأرض، ويتم ذلك بسرعة الضوء التي تبلغ 300.000 كيلومتر في الثانية.
يوم 13 نوفمبر أرسل فوياجر 2 إشارة وصلت الأرض يوم 14 نوفمبر تؤكد أن المحركات الصاروخية الاحتياطية تعمل بحسب الخطة. وتقوم ناسا بارسال إشارات لتشغيل تلك المحركات من وقت لآخر حتى أن محركات فوياجر 1 قد شغّلت حتى الآن 353.000 مرة ومحركات فوياجر 2 قد شغلت 318.000 مرة.
وعندما يسكت المسباران بعد ذلك فسيواصلان حركتهما في الفضاء الكوني. وكل منهما يحمل رسالة إلى الخارج عبارة عن قرص من النحاس مطلي بالذهب ومحفور عليهِ صور للإنسان، وموسيقى وتحيات من الأرض بعدة لغات. والقرص يشبه اسطوانة الموسيقى ويعمل بنفس طريقة الفونوغراف، ولكن هذا كان ذلك هو الحال، ففي عام 1977 لم يكن أحد يعرف شيئا عن القرص المضغوط.
يتجه فوياجر 1 الآن نحو أقرب نجم لنا وهو قنطور الأقرب الذي يبعد عنا نحو 2.4 سنة ضوئية. لو قُدّر لأن يصله فسيصله بسرعته الحالية البالغة 61.000 كيلومتر في الساعة بعد مرور 73.600 سنة.

### نحو حافةالغلاف الشمسي
اتجه فوياجر 1 وفوياجر 2 خلال الغلاف الشمسي heliosheath وهي منطقة وسط بين نجمية نحو حافة الغلاف الشمسي Heliopause في مسارين مختلفين.

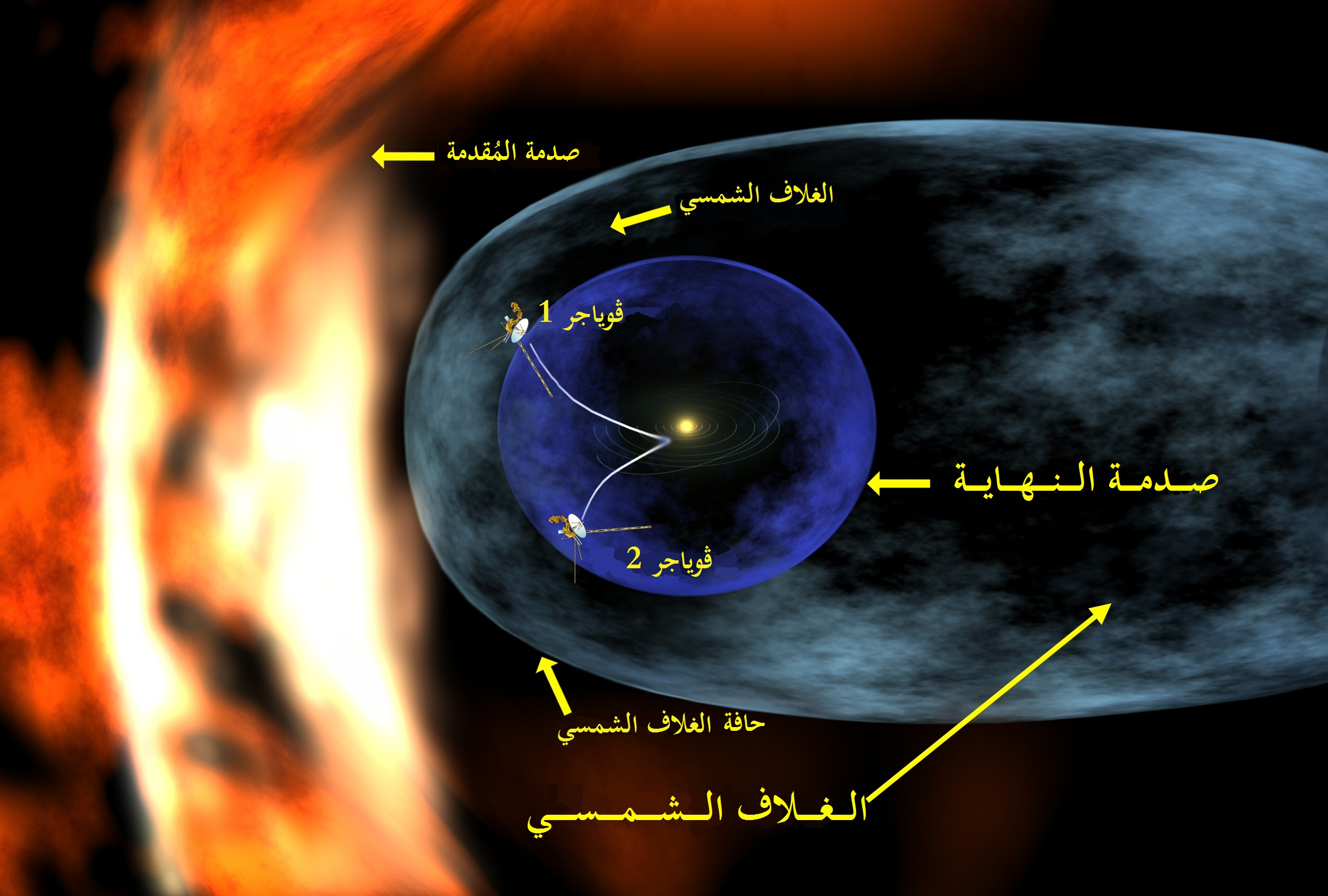

وفي 21 مارس 2013 قال علماء ناسا أن المسبار فوياجر 1 قد دخل منطقة جديدة في الفضاء في طريقه للخروج من المجموعة الشمسية وكان علماء قالوا في ديسمبر 2012 إن فوياجر 2 وصل إلى ما اطلقوا عليه اسم «المجال المغناطسي السريع» والذي تتداخل فيه خطوط المجال المغناطسي القادمة من الشمس مع الخطوط الوافدة من فضاء ما بين النجوم.
وفي 13 سبتمبر أكدت ناسا مغادرة المسبار حدود المجموعة الشمسية بعد مضي 36 سنة على رحلته في الفضاء.

## لوحة ذهبية على فوياجر 1

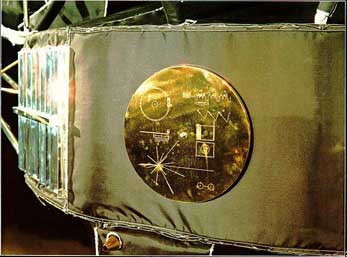
اللوحة الذهبية على مركبة فوياجر 1

أرسل العلماء على متن مسباري فوياجر 1 وفوياجر 2 لوحتين معدنيتين متماثلتين منقوش عليهما معلومات عن كوكب الأرض وموقعها وسكانها. اللوحة عبارة عن لوحة من النحاس ومغطاة بطبقة ذهب لحمايتها من الصدأ والتآكل. معلومات اللوحة تتضمن تسجيلات صوتية وصور عن الإنسان. ويوجد على سطحها الأمامي تفسير عن طريقة قراءة وفهم ما على اللوحة من رموز. وهي تعطي وضع الشمس بالنسبة إلى 15 نجما من النجوم النابضة؛ كما تعطي شكل الإنسان وطوله.
في تاريخ أكتوبر 2015 وصل مسبار فوياجر 1 إلى بعد 130 ضعف للمسافة بين الشمس والأرض (130 وحدة فلكية)؛ وهي مسافة تقدر بنحو 20 مليار كيلومتر، ويبتعد إلى خارج المجموعة الشمسية بسرعة 61.000 كيلومتر في الساعة. تصل إشاراته إلى الأرض بسرعة الضوء وتستغرق 4.18 ساعة حتى تصل إلينا. وإذا أراد مركز المتابعة على الأرض الاتصال بهِ فإن إشاراتنا اللاسلكية تستغرق أيضا 4.18 ساعة حتى تصل إليه.
وبالنسبة إلى فوياجر 2 فقد وصل حاليا إلى بعد 5.16 مليار كيلومتر. وتستغرق إشاراته نحو 15 ساعة حتى تصل إلى كوكب الأرض.
كما سيصل المسبار بيونير 10 قريبا إلى ذلك البعد.

## بيونير 10 يغادر المجموعة الشمسية
بالإضافة إلى فوياجر 1 وفوياجر 2 اللذان غادرا المجموعة الشمسية يوجد ثلاثة مسبارات أخرى على هذا السبيل بغرض إجراء قياسات وإرسال نتائجها إلى الأرض.
- بيونير 10: وصل في اتجاه معاكس إلى بعد 113 وحدة فلكية، وتصلنا إشاراته خلال 16 ساعة.
- بيونير 11: يبعد حاليا 90 وحدة فلكية عن الشمس، تصلنا إشاراته بعد 13 ساعة.
- نيو هورايزونز: يبعد حاليا (أكتوبر 2015) 34 وحدة فلكية (تعدى نبتون الشهر الماضي)، وتصلنا إشاراته خلال 5.4 ساعة.